# أبو خيرة الأعرابي
أبو خيرة نهشل بن زيد العدوي الأعرابي (نحو 70 هـ -  153 هـ /  690م - 770م): لغوي، ومن فصحاء العرب. كان بدويًا، نزل البصرة، ويعد من أوائل المؤلفين العرب في تصانيف اللغة والصفات والحيوان. له كتب، منها: الخيل، الحشرات، والصفات. ومن أشهر تلاميذه: الفراهيدي، النضر بن شميل، أبو عبيدة، الأصمعي. ونقل عنه صاحب المخصص، كما نقل ابن منظور أقواله في لسان العرب كثيرًا كحجة. وأخذ عنه أبو عمرو البصري، وأبي خيرة أسن عمرًا،وبينهما أخبار.

## آثاره
- الصفات.[14]
- الحشرات.
- الخيل.